# Daniel Burley Woolfall
Daniel Burley Woolfall (15. lipnja 1852. – 24. listopada 1918.) je bio predsjednik FIFA-e, najveće nogometne organizacije na svijetu. Woolfall je bio drugi FIFA-in predsjednik, nakon Roberta Guérina, a tu dužnost je obnašao od 1906. do 1918. godine.